# Diocesi di Clonfert

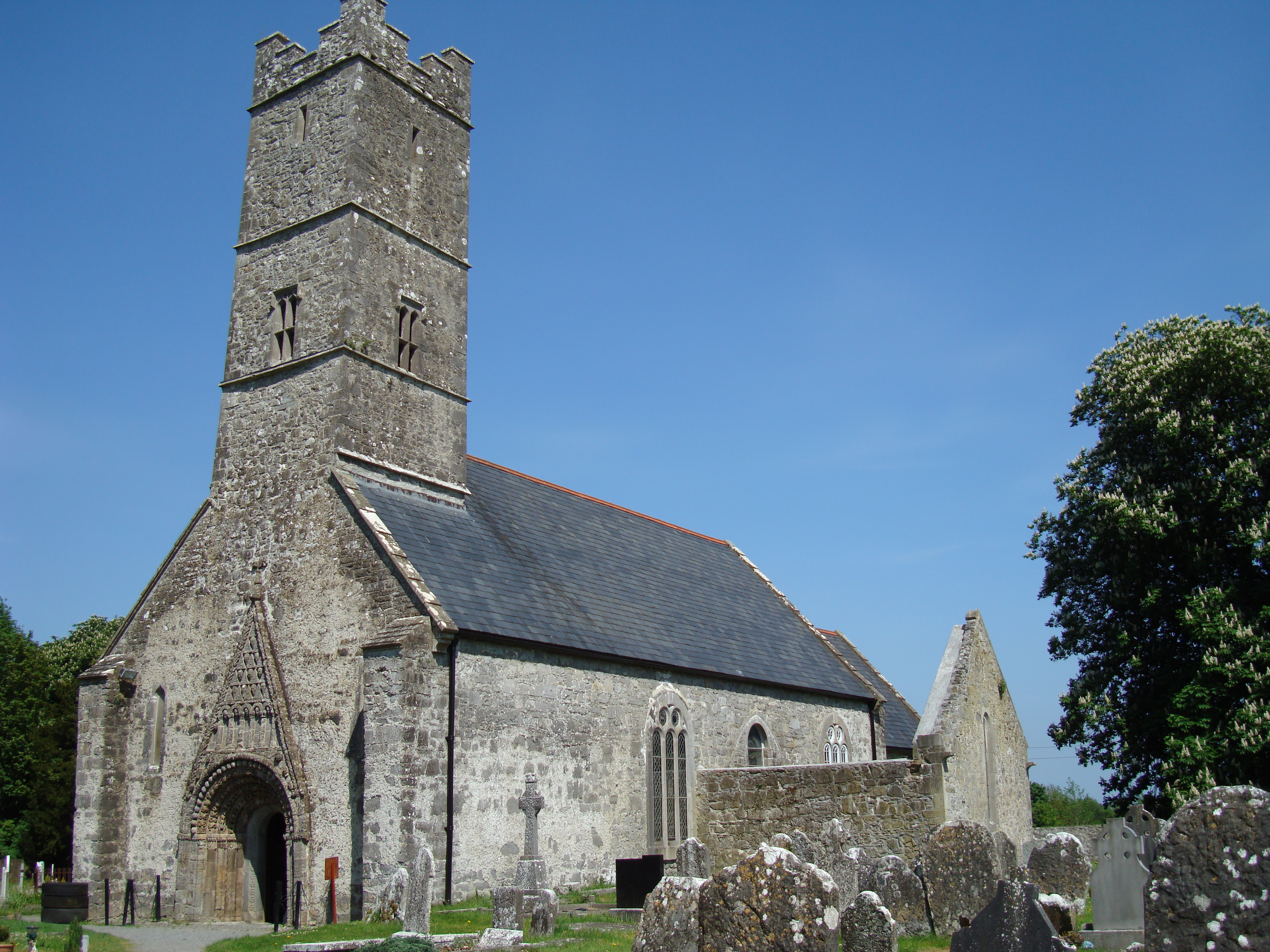
L'antica cattedrale di Clonfert, divenuta chiesa anglicana al tempo di Elisabetta I d'Inghilterra.

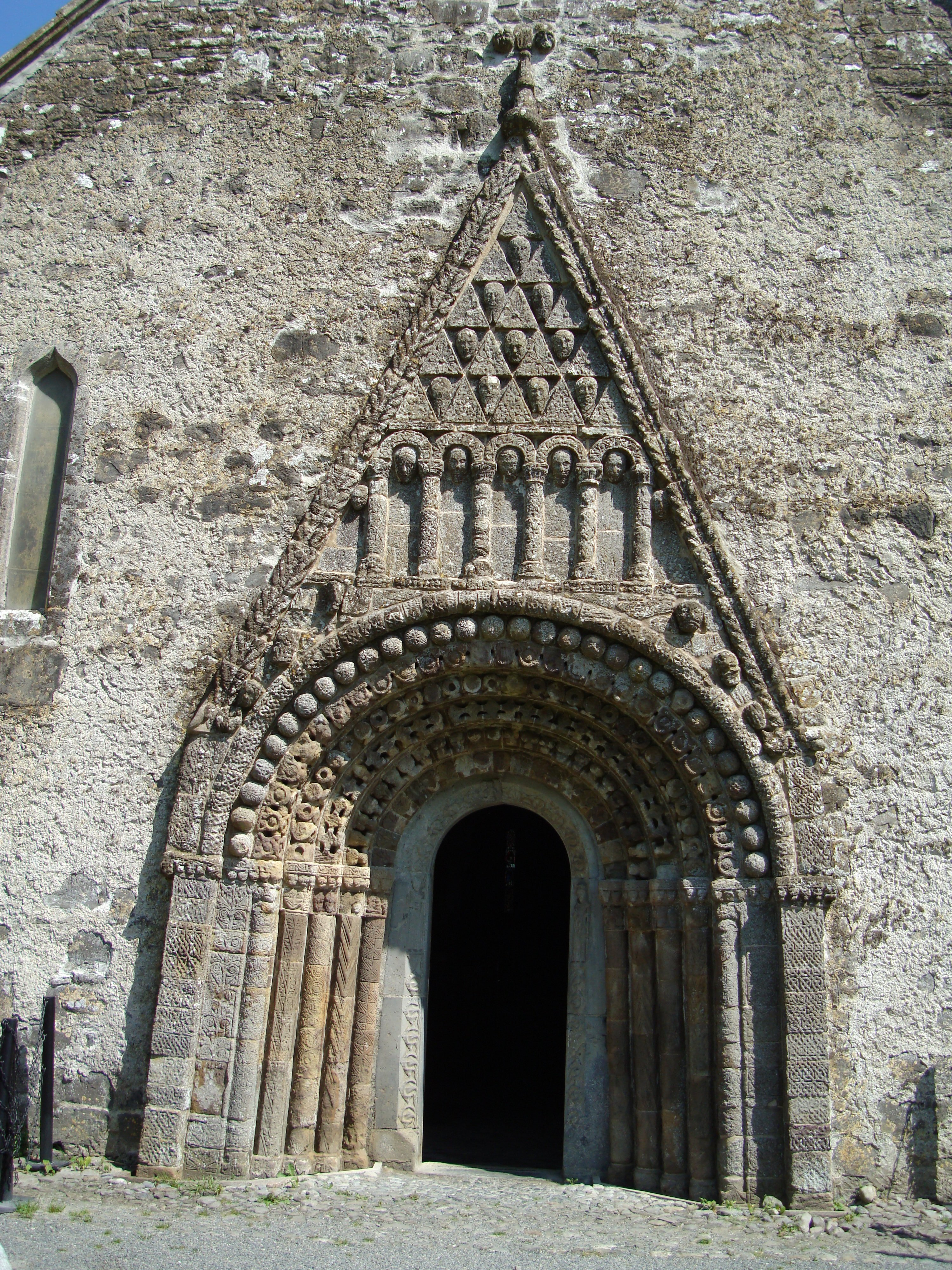
Il portale dell'antica cattedrale di Clonfert.

La diocesi di Clonfert (in latino Dioecesis Clonfertensis) è una sede della Chiesa cattolica in Irlanda suffraganea dell'arcidiocesi di Tuam. Nel 2021 contava 37.865 battezzati su 40.860 abitanti. È retta dal vescovo Michael Gerard Duignan.

## Territorio
La diocesi comprende la parte orientale della contea di Galway e piccole porzioni delle contee di Roscommon e Offaly.
Sede vescovile è la città di Loughrea, dove si trova la cattedrale di San Brendano (St. Brendan's Cathedral).
Il territorio si estende su 616 km² ed è suddiviso in 24 parrocchie, raggruppate in 3 decanati: Loughrea, Ballinasloe e Portumna.

## Storia
La diocesi fu eretta poco dopo la metà del VI secolo da san Brendano. Come tutte le diocesi irlandesi del tempo, anche la diocesi di Clonfert aveva una giurisdizione tribale, precisamente sul clan degli Hy Many, e una struttura monastica: a capo vi era un abate, che dirigeva anche la scuola monastica, ma che non sempre era consacrato vescovo.
Tra i principali vescovi di questo periodo emerge la figura di Comin Foda (†662) che ebbe una parte importante nella controversia che agitò la chiesa irlandese nel VII secolo circa la fissazione della data della Pasqua. Scrisse un trattato De controversia paschali e nel 632 circa operò per la convocazione di un sinodo a Magh-Lene dove fu deciso di celebrare la Pasqua come nel resto della Chiesa occidentale.
I sinodi del XII secolo stabilirono in Irlanda l'organizzazione ecclesiastica già diffusa in tutto il continente europeo: Clonfert si trova menzionata sia nel sinodo di Rathbreasail del 1111 sia nel sinodo di Kells del 1152 che l'assoggettò alla giurisdizione metropolitica dell'arcidiocesi di Tuam.
La diocesi prosperò grazie alle ricche donazioni dei membri del clan degli Hy Many, a tal punto che nel 1392 il vescovo doveva alla Curia romana la somma di 300 fiorini d'oro, mentre il suo metropolita a Tuam doveva pagare a Roma solo 200 fiorini.
Nell'ultimo terzo del XIII secolo la diocesi fu retta da un vescovo italiano, Giovanni, per circa trent'anni. Fu uno dei pochissimi prelati italiani mai nominati per una sede irlandese ed ebbe anche il compito di nunzio apostolico e l'incarico di riscuotere le tasse per le Crociate. Secondo la tradizione al suo gusto si deve la decorazione dell'antica cattedrale romanica di Clonfert, che passò ai protestanti durante il regno di Elisabetta I d'Inghilterra. Fino ad allora la riforma voluta da Enrico VIII d'Inghilterra nel 1534 non aveva impedito al vescovo cattolico Roland de Burgo, che aveva forti relazioni politiche, di mantenere la sua sede con tutte le sue rendite fino alla morte, avvenuta nel 1580. Successivamente però la diocesi di Clonfert subì un periodo di persecuzione, che ebbe fra le conseguenze lunghi periodi di sede vacante in tutto il XVII secolo, fino all'inizio del XVIII.
Nel 1704 la diocesi contava 41 parrocchie, ma nel XVIII secolo furono riorganizzate, fino ad avere 24 parrocchie nel 1800: da allora le variazioni sono state minime e il numero di 24 parrocchie si è conservato fino ad oggi.
Fu il vescovo John Derry ad erigere il seminario diocesano di Loughrea. Nel 1897 il vescovo John Healy pose la prima pietra della nuova cattedrale di Loughrea. Successivamente il seminario cambiò sede più volte: fu trasferito a Cartron, poi ad Esker e dal 1924 è a Garbally Park.
Dall'11 febbraio 2022 la diocesi è unita in persona episcopi alla diocesi di Galway e Kilmacduagh.

## Cronotassi dei vescovi
Si omettono i periodi di sede vacante non superiori ai 2 anni o non storicamente accertati.
- San Brendano † (558 - 16 maggio 577 deceduto)
- Moena o Moinenn † (fine VI secolo)
- San Fintan Corach † (menzionato nel 600 circa)
- San Senach Garbh † (? - 620 deceduto)
- San Colman † (620 - 620 deceduto)
- Comin Foda † (? - 12 novembre 662 deceduto)
- Cenn Fáelad † (? - 807 deceduto)
- Laithbertach mac Óengusso † (? - 822 deceduto)
- Rutmel † (? - 825 deceduto)
- Cathal MacCormac † (? - 861 deceduto)
- Cormac MacAidan † (? - 921 deceduto)
- Ciaran O'Gabhla † (? - 951 deceduto)
- Cathal mac Cormaic † (? - 963 deceduto)
- Gilla MacAiblan O'Hannicada † (? - 1166 deceduto)
- Cealachan O'Darmody † (menzionato nel 1170)
- Peter O'Moordhai, O.Cist. † (1171 - 27 dicembre 1171 deceduto)
- Maelisa MacAward † (? - 1173 deceduto)
- Maelcallan MacAdam O'Clericen † (1173 ? - 1186 deceduto)
- Muircheartagh O'Maoiluidher † (? - 1187 deceduto)
- Donald O'Finn † (? - 1195 deceduto)
- Muircheartagh O'Cormacain † (? - 1202 deceduto)
- Thomas † (? - circa 1248 deceduto)
- Cormac O'Lumhain † (dopo il 27 maggio 1249 - 1259 deceduto)
- Thomas O'Kelly I  † (1259 - dopo il 6 gennaio 1264 deceduto)
- Giovanni † (1266 - 2 ottobre 1295 nominato arcivescovo di Benevento)
- Robert, O.S.B. † (2 gennaio 1296 - 1307 deceduto)
- Gregory O'Brogy † (1308 - 1319 deceduto)
- Robert Lepetit, O.F.M. † (10 febbraio 1319 - 1321 deposto)
- John O'Lean † (6 agosto 1322 - 7 aprile 1336 deceduto)
- Thomas O'Kelly II  † (prima del 14 ottobre 1347 - circa 1377 deceduto)
- Maurice O'Kelly † (6 marzo 1378 - 27 gennaio 1393 nominato arcivescovo di Tuam)
- William O'Cormacan † (27 gennaio 1393 - ? dimesso)
- David Korry, O.F.M. † (20 marzo 1398 - ? dimesso)
- Henry † (6 settembre 1399 - 1405 nominato vescovo di Kilmacduagh)
- Thomas O'Kelly III, O.P. † (11 marzo 1405 - 15 giugno 1438 nominato arcivescovo di Tuam)
- John O'Heyne, O.F.M. † (19 luglio 1438 - 1442)
- Thomas de Burgo † (1442 - 1446 deceduto)
- Cornelius O'Mulalayd, O.F.M. † (22 maggio 1447 - 30 giugno 1448 nominato vescovo di Emly)
- Cornelius O'Cuonlis, O.F.M. † (30 giugno 1448 - ? dimesso)
- Matthew MacCraith † (22 giugno 1463 - 1507 deceduto)
- David de Burgo (Burke) † (5 luglio 1508 - 1509 deceduto)
- Denis O'Moore, O.P. † (7 novembre 1509 - 1534 deceduto)
- Roland de Burgo (Burke) † (18 maggio 1534 - 20 giugno 1580 deceduto)
- Thady O'Farrell (MacEoga) † (8 giugno 1587 - 1602 deceduto)
  - Sede vacante (1602-1641)
- John De Burgo † (16 settembre 1641 - 11 marzo 1647 nominato arcivescovo di Tuam)
- Walter Lynch † (11 marzo 1647 - 1664 deceduto)
  - Sede vacante (1664-1671)
- Thady Keogh, O.P. † (13 luglio 1671 - 1687 deceduto)
  - Sede vacante (1687-1695)
- Maurice Donnellane † (14 novembre 1695 - circa 1701 deceduto)
  - Sede vacante (1701-1711)
- Ambrose O'Madden † (28 agosto 1711 - luglio 1715 deceduto)
  - Sede vacante (1715-1718)
- Edmund Kelly † (12 febbraio 1718 - 1733 deceduto)
- Peter O'Donnellan † (11 agosto 1733 - 7 maggio 1778 deceduto)
- Andrew Donnellan † (7 maggio 1778 succeduto - 6 luglio 1786 deceduto)
- Thomas Costello † (6 luglio 1786 succeduto - 8 ottobre 1831 deceduto)
- Thomas Coen † (9 ottobre 1831 succeduto - 25 aprile 1847 deceduto)
- John Derry † (9 luglio 1847 - 28 giugno 1870 deceduto)
- Patrick Duggan † (2 ottobre 1871 - 2 novembre 1896 deceduto)
- John Healy † (2 novembre 1896 succeduto - 13 febbraio 1903 nominato arcivescovo di Tuam)
- Thomas O'Dea † (16 giugno 1903 - 29 aprile 1909 nominato vescovo di Galway e Kilmacduagh)
- Thomas Patrick Gilmartin † (18 dicembre 1909 - 10 luglio 1918 nominato arcivescovo di Tuam)
- Thomas O'Doherty † (3 luglio 1919 - 13 luglio 1923 nominato vescovo di Galway e Kilmacduagh)
- John Dignan † (24 marzo 1924 - 12 aprile 1953 deceduto)
- William J. Philbin † (22 dicembre 1953 - 5 giugno 1962 nominato vescovo di Down e Connor)
- Thomas Ryan † (9 maggio 1963 - 1º maggio 1982 dimesso)
- Joseph Cassidy † (1º maggio 1982 succeduto - 22 agosto 1987 nominato arcivescovo di Tuam)
- John Kirby (18 febbraio 1988 - 16 luglio 2019 ritirato)
- Michael Gerard Duignan, dal 16 luglio 2019

## Statistiche
La diocesi nel 2021 su una popolazione di 40.860 persone contava 37.865 battezzati, corrispondenti al 92,7% del totale.
| anno | popolazione | popolazione | popolazione | presbiteri | presbiteri | presbiteri | presbiteri                | diaconi | religiosi | religiosi | parrocchie |
| anno | battezzati  | totale      | %           | numero     | secolari   | regolari   | battezzati per presbitero | diaconi | uomini    | donne     | parrocchie |
| ---- | ----------- | ----------- | ----------- | ---------- | ---------- | ---------- | ------------------------- | ------- | --------- | --------- | ---------- |
| 1950 | 38.393      | 38.796      | 99,0        | 92         | 56         | 36         | 417                       |         | 47        | 133       | 24         |
| 1970 | 34.160      | 34.613      | 98,7        | 77         | 59         | 18         | 443                       |         | 35        | 176       | 24         |
| 1980 | 33.448      | 33.848      | 98,8        | 81         | 56         | 25         | 412                       |         | 34        | 160       | 24         |
| 1990 | 32.750      | 33.000      | 99,2        | 90         | 64         | 26         | 363                       |         | 26        | 146       | 24         |
| 1999 | 32.200      | 32.600      | 98,8        | 91         | 63         | 28         | 353                       |         | 31        | 130       | 24         |
| 2000 | 32.200      | 32.600      | 98,8        | 87         | 59         | 28         | 370                       |         | 31        | 128       | 24         |
| 2001 | 32.200      | 32.600      | 98,8        | 84         | 58         | 26         | 383                       |         | 29        | 125       | 24         |
| 2002 | 32.200      | 32.600      | 98,8        | 82         | 56         | 26         | 392                       |         | 29        | 120       | 24         |
| 2003 | 34.800      | 35.300      | 98,6        | 81         | 55         | 26         | 429                       |         | 29        | 118       | 24         |
| 2004 | 34.800      | 35.300      | 98,6        | 80         | 54         | 26         | 435                       |         | 29        | 114       | 24         |
| 2006 | 35.200      | 35.700      | 98,6        | 72         | 48         | 24         | 488                       |         | 27        | 104       | 24         |
| 2013 | 35.400      | 35.900      | 98,6        | 60         | 41         | 19         | 590                       |         | 25        | 100       | 24         |
| 2016 | 37.200      | 40.900      | 91,0        | 61         | 43         | 18         | 609                       |         | 20        | 81        | 24         |
| 2019 | 37.300      | 40.250      | 92,7        | 56         | 38         | 18         | 666                       |         | 20        | 78        | 24         |
| 2021 | 37.865      | 40.860      | 92,7        | 53         | 32         | 21         | 714                       |         | 22        | 61        | 24         |